# Odon Thibaudier
Odon Thibaudier, né à Millery (Rhône) le 30 septembre 1823 et décédé à Cambrai (Nord) le 9 janvier 1892, est un prélat français qui fut successivement évêque auxiliaire de Lyon, évêque de Soissons puis archevêque de Cambrai.

## Biographie
Thibaudier fut chevalier de la Légion d'honneur, comte romain et assistant au trône pontifical.
Membre d'une famille aisée, il poursuit ses études au séminaire de Saint-Jodard et d'Alix. Il est dirigé par l'abbé Noirot (qui entre autres conseille Frédéric Ozanam), qui le stimule dans ses démarches intellectuelles jusqu'en 1859. Il est nommé vicaire général de l'archidiocèse de Lyon. Quand Jacques Ginoulhiac succède au cardinal de Bonald, comme ordinaire du diocèse, Odon Thibaudier est nommé en 1876 évêque de Soissons, où il connaît l'œuvre et la figure du père Léon Dehon, fondateur des prêtres du Sacré-Cœur de Saint-Quentin. Il est nommé en 1889 archevêque de Cambrai où il meurt en 1892.

## Distinction
- Chevalier de la Légion d'honneur (26 juillet 1879)[1]

## Armes
D'azur à l'Évangile d'or ouvert, accosté de deux épis d'or et accompagné en pointe d'une feuille de vigne d'argent (alias, de sinople), fruitée de deux grappes de raisin du même, au chef d'or à la croix fleuronnée de gueules
.